# Duma de la Ciudad de Moscú
La Duma de la Ciudad de Moscú (en ruso: Московская городская дума, Moskóvskaya Gorodskaya Duma) es el órgano legislativo de la ciudad federal de Moscú, una de las 3 ciudades federales dentro de los 83 sujetos federales de la Federación Rusa.
Este parlamento regional es unicameral y ostenta la máxima representación de la autoridad legislativa de Moscú. Funciona a la vez como concejo y como parlamento regional. Las bases legales de su poder se recogen en la propia Constitución Política de la Federación de Rusia, donde se le reconoce como ciudad federal y su poder solo está superado por el alcalde y el gobierno federal.

## Elección
La Duma de la Ciudad se compone de 45 diputados de la Ciudad Federal de Moscú. Bajo la ley actual, todas las personas son elegidas en circunscripciones de mandato único. Antes de 2014, 28 personas eran elegidas en circunscripciones de mandato único. En este caso, los electores votaban por una persona en particular. Los otros 27 miembros de la Asamblea Nacional era elegidos de acuerdo a las listas electorales de los partidos políticos. En este caso, los electores votaban al partido. Sobre la base de los resultados de toda la república, cada partido debe superar un mínimo de porcentaje en ambas circunscripciones y, de superarlo, obtenían el número de escaños correspondiente al número de votos recibidos.
Los diputados son elegidos para los períodos legislativos completos, lo que en Moscú supone 5 años. Cualquier ciudadano mayor de 21 años y que no se le haya negado el derecho a voto puede presentarse para diputado.

## Funciones
La tarea principal de la estructura parlamentaria de Moscú es la creación y defensa de la base legislativa del sujeto federal, y el control sobre sus estructuras gubernamentales de implementación.
Los poderes incluyen la adopción de la Duma y varios cambios y modificaciones a la Constitución y la adopción de otras leyes aplicables en el territorio de la Federación. Guiar el proceso de presupuesto dentro de la región, la aprobación del presupuesto y el control de su aplicación también se asignan al parlamento local.
La Duma de la Ciudad de Moscú tiene el derecho a expresar desconfianza en el gobierno y el presidente del gobierno de Moscú. Designado por el presidente de la cabeza de Rusia, necesariamente debe ser aprobada por el parlamento local. En el caso contrario, el presidente de Rusia se verá obligado a presentar otro candidato para el líder regional de la Duma de la Ciudad.